# Grant Supaphongs
Grant Supaphongs (Bangkok, 12 april 1976) is een Thais autocoureur.

## Carrière
Supaphongs begon zijn autosportcarrière in 2008 in de Thailand Super Series, waarin hij in alle seizoenen de Super 2000-klasse won tot hij na 2010 het kampioenschap verliet. Na een pauze van vier jaar keerde hij in 2014 terug naar de GTC-klasse in de Thailand Super Series en eindigde dat jaar tweede in de eindstand, voordat hij in 2015 het kampioenschap voor een vierde keer op zijn naam wist te schrijven.
In 2016 maakte Supaphongs de overstap naar het nieuwe TCR Thailand Touring Car Championship, waarin hij voor het Kratingdaeng Racing Team uitkwam en drie podiumplaatsen behaalde in de eerste vier races. Tevens stapte hij dat seizoen in voor Kratingdaeng in de TCR International Series tijdens zijn thuisrace op het Chang International Circuit in een Seat León Cup Racer, waarbij hij de races als negentiende en veertiende afsloot.